# Manutuke
Le village de Manutuke  est une localité de la région de Gisborne située dans l'île du Nord de la Nouvelle-Zélande.

## Situation
Elle est localisée à l’ouest de la cité de Gisborne sur le trajet de la route State Highway 2/S H 2 (en), tout près de l’embouchure du fleuve Waipaoa.